# Heilig Hartbeeld (Acht)
Het Heilig Hartbeeld is een standbeeld in het Nederlandse dorp Acht (stadsdeel Woensel onder Eindhoven), in de provincie Noord-Brabant.

## Achtergrond
Pastoor Albertus Warong nam het initiatief om een Heilig Hartbeeld bij de Sint-Antonius Abtkerk op te richten. Het beeld werd gemaakt door beeldhouwer Jan Custers en op 13 juni 1926 geïntroniseerd.

## Beschrijving
Het beeld toont een staande Christusfiguur, gekleed in een gedrapeerd gewaad en omhangen met een mantel. Hij houdt zijn rechterhand zegenend geheven en wijst met zijn linkerhand naar het Heilig Hart op zijn borst. 
Het beeld staat op een sokkel met de tekst 

ZIE DAAR HET HART
DAT DE MENSCHEN
 ZOOZEER BEMIND 
HEEFT